# نادي مانزيني سي بردز السوازيلاندي
نادي مانزيني سي بيردز أو ما يمكن ترجمته ب « طيور بحر مانزيني » فريق كرة قدم من مدينة مانزيني أكثر المدن كثافة سكانية في البلد، ينشط الفريق في الدرجة الأولى السواتينية.
تم أنشاء النادي سنة 1987 و يلعب اغلب مباراياته في دوري الدرجة الأولى السوازيلاندي، وكانت أول ترقية له للدرجة الأولى سنة 2012
أفضل انجاز للفريق وصوله لربع نهائي كأس سوازيلاند سنة 2016 اين تم اقصاؤه من طرف فريق ريد لاينز.
يلعب الندي مبارياته في مركز مافوسو للرياضات الذي يمكنه ان يستقبل 5000 متفرج.

## فريق الشباب
منذ 2011 يمتلك الفريق اكاديمة أيشيبوبو لكرة القدم، التي تعنى بأكتشاف المواهب الكروية في مانزيني، يلعب فريق الأكاديمية كفريق تحت 20 سنة لفريق سي بردز، يستقبل فريق أيشبوبو في ملعب زاكالي.

## وصلات خارجية
صفحة الفريق على سوكر واي